# Haplidia baraudi
Haplidia baraudi är en skalbaggsart som beskrevs av Guido Sabatinelli 1991. Haplidia baraudi ingår i släktet Haplidia och familjen Melolonthidae. Inga underarter finns listade i Catalogue of Life.